# Umberto Lenzi
Pour les articles homonymes, voir Lenzi.
Umberto Lenzi est un réalisateur et scénariste italien, né le 6 août 1931 à Massa Marittima dans la province de Grosseto en Toscane (Italie) et mort le 19 octobre 2017 à Rome,.

## Biographie

### Formation
Umberto Lenzi est né à Massa Marittima, dans la province de Grosseto, le 6 août 1931. Il est diplômé du Centro Sperimentale di Cinematografia en 1956. À cette occasion, il réalise un court-métrage intitulé I ragazzi di Trastevere, une histoire d'inspiration pasolinienne, dont Pasolini approuva le scénario, sur un groupe de jeunes gens d'un quartier populaire romain.
Par la suite, Lenzi collabore à diverses revues cinématographiques comme Bianco e Nero (it), anime un ciné-club, avant de devenir assistant-réalisateur sur le film La Terreur des mers.

### Premières œuvres
Repéré par le producteur Fortunato Misiano, il réalisé son premier long-métrage en 1961 (si on exclut un film tourné en 1958 en Grèce qui ne trouva pas de distributeur) avec Mary la rousse, femme pirate, un film de cape et d'épée. Il tourne ensuite un certain nombre de films d'aventures, notamment Sandokan, le tigre de Bornéo en 1963 et Les Pirates de Malaisie, tous deux interprétés par Steve Reeves. Le tournage à Singapour de ce dernier film est d'ailleurs transféré en Malaisie à la suite du déclenchement de la guerre civile.
Les nouvelles tendances du cinéma populaire le portent à s'intéresser aux films d'espionnage, mais aussi aux films de guerre avec notamment La Légion des damnés et Les Chiens verts du désert. On lui doit également la réalisation de Kriminal, un film adapté d'un célèbre fumetti italien.

### Le giallo
Par la suite, Lenzi se spécialise dans le giallo, le thriller italien qui à la fin des années 1960 et au début des années 1970 connait un fort engouement public. Il invente même un sous-genre, le giallo érotique italien, signant dans ce cadre trois films Une folle envie d'aimer (1969), Si douces, si perverses (1969), avec Jean-Louis Trintignant et Paranoia en 1970. Les trois films sont tous interprétés par l'ex-star hollywoodienne Carroll Baker.
Le succès des gialli de Dario Argento au début des années 1970 l'amène à mettre en scène cinq films du genre : Meurtre par intérim (1971), Le Tueur à l'orchidée (1972), Le Couteau de glace (1972), Spasmo (1974) et Chats rouges dans un labyrinthe de verre (1975).
Entre-temps, Lenzi aura tourné le premier film « cannibale » en 1972 avec Au pays de l'exorcisme avec Ivan Rassimov.

### Le poliziottesco
L'émergence du néo-polar italien, le « poliziottesco », avec notamment Société anonyme anti-crime (1972) de Steno, permet à Lenzi de trouver son terrain le plus fertile, devenant le cinéaste le plus prolifique de ce genre et signant aussi quelques œuvres majeures, appréciées aussi bien par le public que par la critique, comme La Rançon de la Peur (1974), un film violent et atypique centré sur l'ascension criminelle d'un délinquant particulièrement détraqué interprété par un Tomas Milian en état de grâce. On doit aussi à Lenzi deux autres films policiers violents : Brigade Spéciale (1976) et La Mort en sursis (1976, alternativement titré Le truand sort de sa planque ou Le Clan des pourris).
Dans ce dernier film, Lenzi, en collaboration avec le scénariste Dardano Sacchetti, invente le personnage de « Poubelle » (Er Monnezza en italien), sympathique et drolatique voleur qui s'exprime en patois romain et qu'interprète Tomas Milian.
Lenzi contribue également au succès de Maurizio Merli, présence constante dans ses films policiers dans le rôle d'un commissaire, notamment dans les films comme Opération casseurs et Le Cynique, l'Infâme et le Violent.

### Les films d'horreur
Jusqu'au début des années 1980, le réalisateur suivra la mode des films d'horreur, lancés aussi bien par Lucio Fulci que par Dario Argento. Parmi ces films, il convient de citer L'Avion de l'apocalypse en 1980, un film apprécié par Quentin Tarantino, dans lequel des hommes contaminés par des radiations se transforment en cannibales assassins quasi indestructibles inspiré du célèbre « Zombie » de George Romero.
L'année suivante, à la suite du succès de Cannibal Holocaust (1980) de Ruggero Deodato, il met en scène La Secte des cannibales et surtout Cannibal Ferox (1981), un de ses films les plus connus. Le film eut néanmoins des problèmes avec la censure à cause de quelques scènes de violence réelle perpétrées sur des animaux. Dans une interview à la télévision romaine T9, Lenzi considère qu'il a fait ce film pour des raisons alimentaires et qu'il ne le porte pas en grande estime.

### Les derniers films
À la fin de la décennie, Lenzi revient sans grand succès au thriller horrifique avec des films comme Fou à lier (1988) une production mineure tournée aux États-Unis. On lui doit également pendant cette période quelques autres films d'horreur comme La Maison du cauchemar (1988), suite apocryphe de la série Evil Dead initiée par Sam Raimi, Le Voyageur de la peur (1989) et un film à petit budget Le porte dell'inferno (1990), dernier film de l'acteur Giacomo Rossi Stuart. La même année, Lenzi est contacté par ReteItalia qui l'engage pour deux téléfilms ayant comme thème la « maison hantée ». Les films sont : La casa del sortilegio (1989) et La casa delle anime erranti (1989). Ces films sont les deux seuls réalisés pour la télévision par Lenzi.
Toujours dans les années 1980, Lenzi se lance également dans d'autres genres, comme la comédie, l'aventure fantastique (La Guerre du fer en 1983) inspiré par La Guerre du feu et le film de guerre (Cinq Salopards en Amazonie en 1985, Un ponte per l'inferno en 1986 et Tempi di guerra en 1987, ces deux derniers tournés en Yougoslavie).
Les derniers films de la carrière de Lenzi sont destinés au cinéma d'exportation pour des marchés mineurs. Parmi ceux-ci, citons notamment Obiettivo poliziotto (1989), À la recherche du scorpion d'or (1991) et Demoni 3 (1991).
Son film dernier film est Hornsby e Rodriguez - Sfida criminale (1992), tourné aux États-Unis et à Saint-Domingue.
Retiré du monde du cinéma en même temps que son épouse Olga Pehar, scénariste de quelques-uns de ses films, il a collaboré avec la revue italienne de cinéma Nocturno, dans laquelle il a tenu une rubrique.
Umberto Lenzi est mort à Rome le 19 octobre 2017.
Il repose à Follonica (Toscane).

### Lenzi écrivain
Umberto Lenzi a créé la figure littéraire de Bruno Astolfi, un détective privé antifasciste qui enquête dans l'Italie des années 1940. Parmi les romans, sont sortis en italien Delitti a Cinecittà (2008), Terrore ad Harlem (2009), Morte al Cinevillaggio et Il Clan dei Miserabili (2014).

## Filmographie

### Réalisateur
- 1958 : Mia italida stin ellada
- 1961 : Mary la rousse, femme pirate (Le avventure di Mary Read)
- 1962 : Seul contre sept (Duello nella Sila)
- 1962 : Le Triomphe de Robin des Bois (Il trionfo di Robin Hood)
- 1963 : Catherine de Russie (Caterina di Russia)
- 1963 : L'Invincible cavalier masqué (L'invincibile cavaliere mascherato)
- 1963 : Maciste contre Zorro (Zorro contro Maciste)
- 1963 : Sandokan, le tigre de Bornéo (Sandokan, la tigre di Mompracem)
- 1964 : Le Temple de l'éléphant blanc (Sandok, il Maciste della giungla)
- 1964 : Hercule contre les mercenaires (L'ultimo gladiatore)
- 1964 : Les Pirates de la Malaisie (I pirati della Malesia)
- 1964 : Les Trois Sergents de Fort Madras (I tre Sergenti del Bengala)
- 1965 : L'Homme du Bengale (La montagna di luce)
- 1965 : Suspense au Caire pour A 008 (A 008, operazione Sterminio)
- 1965 : Super 7 appelle le Sphinx (Superseven chiama Cairo)
- 1966 : Des fleurs pour un espion (Le spie amano i fiori)
- 1966 : Un million de dollars pour sept assassinats (Un milione di dollari per sette assassini)
- 1966 : Kriminal
- 1967 : Les Chiens verts du désert (Attentato ai tre grandi)
- 1968 : Gringo joue et gagne (Tutto per tutto)
- 1968 : La Malle de San Antonio (Una pistola per cento bare)
- 1969 : Une folle envie d'aimer (Orgasmo)
- 1969 : La Légion des damnés (La legione dei dannati)
- 1969 : Si douces, si perverses (Così dolce... così perversa)
- 1970 : Formule 1 (Paranoia)
- 1971 : Meurtre par intérim (Un posto ideale per uccidere)
- 1972 : Le Tueur à l'orchidée (Sette orchidee macchiate di rosso)
- 1972 : Au pays de l'exorcisme (Il paese del sesso selvaggio)
- 1972 : Le Couteau de glace (Il coltello di ghiaccio)
- 1973 : La Guerre des gangs (Milano rovente)
- 1974 : Spasmo
- 1974 : La Rançon de la peur (Milano odia: la polizia non può sparare)
- 1975 : Chats rouges dans un labyrinthe de verre (Gatti rossi in un labirinto di vetro)
- 1975 : Un flic hors-la-loi (L'uomo della strada fa giustizia)
- 1975 : Bracelets de sang (Il giustiziere sfida la città)
- 1976 : Brigade spéciale (Roma a mano armata)
- 1976 : Opération casseurs (Napoli violenta)
- 1976 : La Mort en sursis (Il trucido e lo sbirro)
- 1977 : Le Cynique, l'Infâme et le Violent (Il cinico, l'infame, il violento)
- 1978 : La Grande bataille (Il grande attacco)
- 1978 : Échec au gang (La banda del gobbo)
- 1979 : De l'enfer à la victoire (Contro 4 bandiere)
- 1979 : Corléone à Brooklyn (Da Corleone a Brooklyn)
- 1979 : Pardon, vous êtes normal ? (Scusi, lei è normale?)
- 1980 : La Secte des cannibales (Mangiati vivi!)
- 1980 : L'Avion de l'apocalypse (Incubo sulla città contaminata)
- 1981 : Cannibal Ferox
- 1982 : Pierino la peste alla riscossa!
- 1982 : La Fille de la jungle (Incontro nell'ultimo paradiso)
- 1982 : La Grosse Fille (Cicciabomba)
- 1983 : La Guerre du fer (La guerra del ferro)
- 1985 : Cinq Salopards en Amazonie (Squadra selvaggia)
- 1986 : Trésor de guerre (Un ponte per l'inferno)
- 1987 : Tempi di guerra
- 1988 : Fou à lier (La spiaggia del terrore)
- 1988 : La Maison du cauchemar (La casa 3)
- 1989 : Le porte dell'inferno
- 1989 : Le Voyageur de la peur (Paura nel buio)
- 1989 : La casa del sortilegio (téléfilm)
- 1989 : La casa delle anime erranti (téléfilm)
- 1990 : Détective Malone
- 1990 : Obiettivo poliziotto
- 1991 : Demoni 3
- 1991 : À la recherche du scorpion d'or (Caccia allo scorpione d'oro)
- 1992 : Hornsby e Rodriguez: Sfida criminale

### Scénariste
- 1958 : Mia italida stin ellada
- 1963 : Catherine de Russie (Caterina di Russia)
- 1963 : L'Invincible cavalier masqué (L'Invincibile cavaliere mascherato)
- 1963 : Maciste contre Zorro (Zorro contro Maciste)
- 1963 : Sandokan - Le Tigre de Bornéo (Sandokan, la tigre di Mompracem)
- 1964 : Les Canons de San Antiogo (Le verdi bandiere di Allah)
- 1964 : Le Temple de l'éléphant blanc (Sandok, il Maciste della giungla)
- 1965 : Suspense au Caire pour A 008 (A 008, operazione Sterminio)
- 1966 : Des fleurs pour un espion (Le spie amano i fiori)
- 1966 : Un million de dollars pour sept assassinats (Un milione di dollari per sette assassini)
- 1966 : Kriminal
- 1967 : Les Chiens verts du désert (Attentato ai tre grandi)
- 1968 : Le Fils de l'Aigle noir (Il figlio di Aquila Nera) de Guido Malatesta
- 1969 : Une folle envie d'aimer (Orgasmo)
- 1970 : Tarzán en la gruta del oro
- 1971 : Un posto ideale per uccidere
- 1972 : Le Tueur à l'orchidée (Sette orchidee macchiate di rosso)
- 1972 : Il coltello di ghiaccio
- 1973 : La Guerre des gangs (Milano rovente)
- 1974 : Spasmo
- 1975 : Chats rouges dans un labyrinthe de verre (Gatti rossi in un labirinto di vetro)
- 1975 : Un flic hors la loi (L'uomo della strada fa giustizia)
- 1976 : La Mort en sursis (Il trucido e lo sbirro)
- 1977 : Le Cynique, l'Infâme et le Violent (Il cinico, l'infame, il violento)
- 1978 : La Grande bataille (Il grande attacco)
- 1978 : Échec au gang (La banda del gobbo)
- 1979 : Corléone à Brooklyn (Da Corleone a Brooklyn)
- 1979 : Pardon, vous êtes normal ? (Scusi, lei è normale?)
- 1980 : La Secte des cannibales (Mangiati vivi!)
- 1981 : Cannibal Ferox
- 1983 : La Guerre du fer (La guerra del ferro - Ironmaster)
- 1986 : Trésor de guerre (Un ponte per l'inferno)
- 1987 : Tempi di guerra
- 1987 : Striker
- 1988 : La plage de la terreur (Nightmare Beach - La spiaggia del terrore)
- 1988 : Fureur primitive (Rage - Furia primitiva) de Vittorio Rambaldi
- 1989 : La casa del sortilegio (TV)
- 1989 : La casa delle anime erranti (TV)
- 1993 : Désir meurtrier (Graffiante desiderio)

## Publications
- Delitti a Cinecittà, Coniglio Editore, 2008
- Terrore ad Harlem, Coniglio Editore, 2009
- Morte al Cinevillaggio, Coniglio Editore, 2010
- Scalera di sangue, Coniglio Editore, 2011
- Roma assassina, Rizzoli, 2012 e-book
- Carte in regola, Rizzoli, 2012 e-book
- La guerra non è finita, Rizzoli 2012 e-book
- Spiaggia a mano armata, Rizzoli, 2012
- Il clan dei miserabili, Cordero, 2014
- Cuore criminale, Golem, 2015